# Anisogammarus madyensis
Anisogammarus madyensis is een vlokreeftensoort uit de familie van de Anisogammaridae. De wetenschappelijke naam van de soort is voor het eerst geldig gepubliceerd in 1978 door Chaudri, Ghauris & Mahoon.